# 张乔啬
张乔啬（1902年11月—1993年1月3日），又名张峻，四川南充人，中华人民共和国政治人物，中国民主同盟中央委员会原常务委员，第五、六、七届全国政协委员。张澜长子，张梅颖之父。